# Bob Guyette
Robert "Bob" Guyette (nacido el 29 de agosto de 1953 en Ottawa, Illinois) es un exjugador de baloncesto estadounidense que disputó cinco temporadas en la Liga Española. Con 2,05 metros de estatura, jugaba en la posición de ala-pívot.

## Trayectoria deportiva

### Universidad
Jugó durante 3 temporadas con los Wildcats de la Universidad de Kentucky, donde promedió 9,0 puntos y 6,4 rebotes por partido. En 1975 disputó la Final de la NCAA ante UCLA Bruins, en la que perdieron 92-85. Guyette consiguió en ese partido 16 puntos y 7 rebotes.

### Profesional
Fue elegido en la cuadragésimo novena posición del Draft de la NBA de 1975 por Kansas City-Omaha Kings, y también por los New Jersey Nets en el Draft de la ABA, pero finalmente fichó por el FC Barcelona de la Liga Española. Allí consiguió ganar tres Copas del Rey, en 1978, 1979 y 1980, siendo el máximo anotador de la competición en 1977, promediando 32,0 puntos por partido. Finalmente una lesión de ciática le retiró de la competición.
Regresó a su país y terminó sus estudios de odontología, especializándose en cirugía maxilofacial, regentando en la actualidad una clínica en Scottsdale (Arizona).